# Hologymnosus annulatus
Hologymnosus annulatus är en fiskart som först beskrevs av Lacepède, 1801.  Hologymnosus annulatus ingår i släktet Hologymnosus och familjen läppfiskar. IUCN kategoriserar arten globalt som livskraftig. Inga underarter finns listade i Catalogue of Life.